# Kunststoffeinband

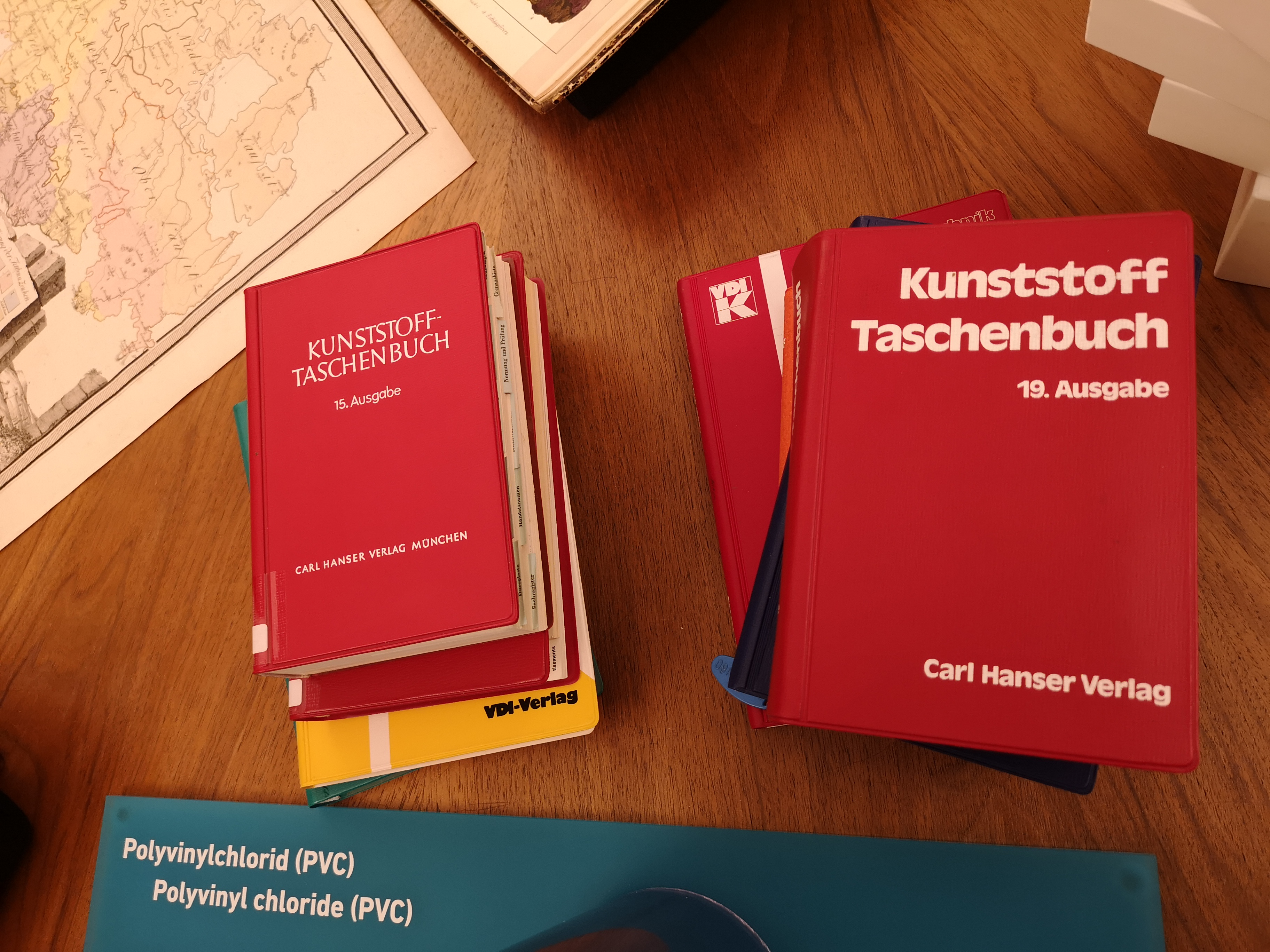
Kunststoffeinband in der Eisenbibliothek

Als Kunststoffeinbände werden Bucheinbände bezeichnet, die vollständig aus dem Material Kunststoff angefertigt werden. Wenn Kunststoff als Bezugsmaterial verwendet wird, werden die betreffenden Bücher als Kunststoffband (entsprechend „Pergamentband“ oder „Lederband“) bezeichnet.
Ab den 1950er Jahren wurden Kunststoffeinbände in der Massenproduktion angefertigt. Das Buchdesign wurde für die Massenanfertigung im Rahmen eines stärker aufkommenden Geschenkemarktes aufbereitet. Gestaltung wurde zum Gebrauchsdesign.